# Marek Jiras
Marek Jiras, né le 18 août 1978 à Prague, est un céiste tchèque pratiquant le slalom.

## Palmarès

### Jeux olympiques de canoë-kayak slalom
- 2000 à Sydney,  Australie
  -  Médaille de bronze en C-2 slalom [1]